# Сивохо, Сергей Анатольевич
Сергей Анато́льевич Сиво́хо (укр. Сергій Анатолійович Сивохо; 8 февраля 1969, Донецк — 17 октября 2023, Германия) — советский и украинский актёр кино и телевидения, телеведущий, продюсер, певец, шоумен, радиоведущий, пародист. Участвовал в КВН, был творческим директором украинских телерадиокомпаний.
С октября 2019 года по март 2020 года — советник секретаря Совета национальной безопасности и обороны Украины по вопросам реинтеграции и восстановления Донбасса.

## Биография
Сергей Сивохо родился 8 февраля 1969 года в Донецке.
Мать — Светлана Алексеевна Сивохо.
Отец — Анатолий Феодосиевич Сивохо, окончил Донецкий политехнический институт, работал в Донецком НИИ чёрной металлургии.
В детстве любил читать: увлекался исторической литературой, документальными эссе и фантастикой. Жил в Донецке, затем переехал в Киев. Окончил музыкальную школу по классу баяна. В школе получил профессию «водитель-автомеханик», был учеником слесаря-деревопротезиста. В армии освоил специальность «оператор подъёмно-козловых устройств». Когда Сергей заканчивал школу и поступал в институт, его родители были в Индии в длительной командировке. Окончил Донецкий политехнический институт по специальности инженер-металлург («обработка металлов давлением»). Второе высшее образование — экономист-юрисконсульт. Окончил Донецкий институт предпринимательства по специальности «менеджмент организаций».
Выдвигал кандидатуру в народные депутаты от партии «Слуга народа» на парламентских выборах 2019 года (избирательный округ № 49, город Дружковка, Константиновский, Покровский районы Донецкой области), однако выборы проиграл. Креативный продюсер ООО «Квартал 95». Беспартийный.
С 21 октября 2019 года по 30 марта 2020 года был советником секретаря Совета национальной безопасности и обороны Украины по вопросам реинтеграции и восстановления Донбасса. Отвечал за подготовку «Национальной платформы примирения и единства» — инициативы мирного урегулирования конфликта в Донбассе. После вывода из состава СНБО Сергей Сивохо продолжал заниматься развитием платформы и налаживанием связей с неподконтрольными украинской центральной власти территориями Донбасса.
Скончался утром 17 октября 2023 года на 55-м году жизни после продолжительной болезни в больнице в Германии. После кремации его прах захоронен в семейной могиле в Донецке.

## КВН
Участвовал в командах КВН: команда КВН ДПИ, «Дрим-Тим», Сборная СНГ, Сборная XX века. Лидер-вокал команды КВН ДПИ. Был куратором «Интер лиги» КВН. Исполнил первые в истории КВН музыкальные пародии — на Луи Армстронга, Сергея Крылова, Владимира Преснякова-младшего, позже на Сергея Челобанова и Тома Джонса. Впоследствии в разных телепередачах пародировал Евгения Киселёва, Матвея Ганапольского, Михаила Шуфутинского и других.

## Взгляды
Во время избирательной кампании 2019 года Сивохо поддержал Владимира Зеленского, выступал против силового возвращения подконтрольных России территорий Донецкой области Украины. Считал, что события Евромайдана положили начало войне на Донбассе, так как жители региона не признали смену власти: «В каком уме надо быть, чтобы двинуть армию против собственного населения? Это преступление, я считаю, и за это должны отвечать люди». Также, по словам Сивохо, у Владимира Зеленского в первые три-четыре месяца президентства была возможность «прижать и перекрыть кислород тем, кто за войну», которой он не воспользовался.

## Личная жизнь
- Жена Татьяна Сивохо (девичья фамилия — Решетняк, род. 23 января) — работала ведущей телевизионных новостей[24][25]
- сын Савва Сивохо (род. в ноябре 2000)[26]

## Радио и телевидение
Совладелец и продюсер «Мега-радио», также на нём был радиоведущим в образе Джедая Суржика.
Участвовал в телепрограммах:

- «Раз в неделю» (1995—1996) — ведущий и актёр
- «БИС» (1998—1999) — актёр
- «Шоу долгоносиков» (1998) — приглашённый гость
- «Как стать звездой» (1+1, ТВ-6, 1998—2001)[27]
- «Школа выживания Сергея Сивохи» (1999) — ведущий
- «Барабаны судьбы»
- «Скрытая камера» (1+1, СТС, 2000—2006) — ведущий[28][29]
- «СВ-шоу» (2000) — приглашённый гость
- «Моя хата с краю» (Интер, 2006) — ведущий (вместе с Хрюном Моржовым и Степаном Капустой)[30]
- «Вырванный из толпы» (Интер, 2011—2012)
- Дегустировал блюда «Вкусной лиги».
- Капитан команды «Интера» украинской версии «Что? Где? Когда?»[31][32][33].
- Член жюри в шоу «Лига смеха»[34]
- Ведущий программы «Хто прийшов до Сивоха?» («Кто пришёл к Сивохо?») на Радио «Пятница» (Украина, 2015—2018)[35][36]

Участвовал в передаче «О.С.П.-студия».
В 1990 году получил награду как лучший шоумен «Останкино».
Творческий продюсер программы «Большая разница по-украински» в 2011—2013 годах.

## Фильмография
- 1990 — «Имитатор» — актёр в «сцене из Дикого Запада»
- 1991 — «Капитан Крокус и тайна маленьких заговорщиков» — Бывалый
- 1995 — «Объект J» — Андрей
- 1998 — «33 квадратных метра. Дачные истории» — Сергей Анатольевич, новый русский
- 2001 — «FM и ребята» — телеведущий (20-я серия «Игра ума»)
- 2001 — «Комедийный квартет» (Новогодний выпуск) — Двойников («Майкл Джексон»), артист театра двойников
- 2001 — «Писаки» — Сергей Анатольевич, продюсер
- 2004 — «Али-Баба и сорок разбойников» — тесть Али-Бабы
- 2005 — «Моя прекрасная няня» — Сергей Сивохо (камео, «Откройте, налоговая»)
- 2006 — «Богдан-Зиновий Хмельницкий» — полковник Заславский
- 2007 — «Один в Новогоднюю ночь» — покупатель штанов
- 2008 — «Счастливы вместе» — ведущий детской программы («Бабушка Глафира»)
- 2014 — «В Москве всегда солнечно»

## Мультфильмы
- 2016 — «Никита Кожемяка 3D» — дракон[38][39]

## Роли в телепередачах
- КВН — в составе команд (команда КВН ДПИ, Дрим-Тим, сборная СНГ, сборная XX века), жюри ВУЛ
- «Школа выживания Сергея Сивохи» — ведущий
- «Барабаны судьбы» — мультипликационный персонаж Сергей Сивоха
- Раз в неделю — ведущий программы «Моветон» (аллюзия на Матвея Ганапольского и его передачу «Бомонд»); ведущий программы «Потуги» (пародия на Евгения Киселёва); ведущий программы «Ё-моё кино»; доктор Сивохо; журналист Акулов-Каракулов (аллюзия на Андрея Караулова); соведущий программы «Времище» (пародия на Игоря Воеводина); ведущий программы «Театральный понедельник» (пародия на Ираклия Андроникова)
- БИС — ведущий программы «Потуги» Жора Компотов; Кастракис (персонаж греческого сериала «Дело Кастракиса»[40]); Петя Лялькин (персонаж сериала для взрослых «Чудо-ребёнок»); доктор Сергей Анатольевич
- Лига смеха — жюри, тренер, чемпион 1 сезона в составе команды 2015 г. Приглашённая звезда 2018 г.[41]